# ماوا ویش (استان اشوی‌داشکسیه)
مأوا ویش (به لهستانی: Mała Wieś) یک منطقهٔ مسکونی در لهستان است که در گمینا بوگوریا واقع شده‌است. مأوا ویش ۳۰۲٫۳ متر بالاتر از سطح دریا واقع شده‌است.